# Campus Frederiksberg
Campus Frederiksberg, 2008, er et samarbejde om uddannelsesforløb, indkøb og skriveværksteder, som er indgået mellem 12 af de største uddannelsesinstitutioner i Frederiksberg Kommune

## Campus Frederiksberg omfatter
- Det Biovidenskabelige Fakultet, Københavns Universitet
- Danmarks Forvaltningshøjskole
- Den danske Diakonissestiftelse
- Falkonergårdens Gymnasium
- Frederiksberg Gymnasium
- Frederiksberg Seminarium
- Frøbelseminariet
- Handelshøjskolen (Copenhagen Business School)
- Hærens Officersskole
- Niels Brock
- Den Sociale Højskole
- VUF, Voksenuddannelsescentret på Frederiksberg

## Ekstern henvisning
Campus Frederiksberg, orientering Arkiveret 20. september 2007 hos  Wayback Machine
|  | Denne artikel kan blive bedre, hvis der indsættes geografiske koordinater Denne artikel omhandler et emne, som har en geografisk lokation. Du kan hjælpe ved at indsætte koordinater i wikidata. |

|  | Denne artikel om en bygning eller et bygningsværk kan blive bedre, hvis der indsættes et (bedre) billede. Du kan hjælpe ved at afsøge Wikimedia Commons for et passende billede eller lægge et op på Wikimedia Commons med en af de tilladte licenser og indsætte det i artiklen. |